# 魔法先生ネギま! (アニメ)
『魔法先生ネギま!』（まほうせんせいネギま）は、赤松健の漫画作品『魔法先生ネギま!』を原作として、2005年1月から同年6月までテレビ東京系で放送されたアニメである。

## 概要
『魔法先生ネギま!』のアニメ化は早い段階で発表されており、2004年中に行われたイベントにおいてパイロット版が上映されるなどしていた（パイロット版はCD「学園生活を快適にすごすシリーズ」にDVDで収録）。ただし、パイロット版で監督を務めていた錦織博に代わり、テレビアニメ本編では宮崎なぎさが監督となった。
放送開始後、シリーズ序盤から作画品質の低下が顕著に見られるようになる。出来の酷さは原作者という立場上悪く言えないはずの赤松健をして、自身のホームページの日記において指摘せざるを得ない状況にまでなっていた。
第1クール（13話）終了時点で宮崎が監督を降板。スターチャイルド側でも大月が本作企画より降板。以降、制作指揮は羽原信義をプロダクションディレクター（18話以降はチーフディレクター、いずれも事実上の監督職）として据え、色彩設定に代わり「色彩プラン」のスタッフを据えるという大鉈が振るわれ（色彩設定のスタッフは色彩設計に異動）、シリーズ後半に至ってようやく「本スタッフ」による制作体制がスタートした。
この立て直しが奏功し作画の乱れは多少改善されたものの、物語が佳境に入った22話以降、今度はコミックとは設定が大きく異なるオリジナルシナリオに突入した。
結果的には、興行的に「ハッピー☆マテリアル」をはじめとするCDや、DVD、グッズ、単行本などの売上が好調で、少なからずともアニメ化の影響が追い風となった事もあり、翌年、アニメ製作会社をシャフトに変更してOVA版・第2期が製作される事となった。

### 放送形態
2005年1月5日から6月29日まで、テレビ東京系列で放送された（テレビ東京・テレビ大阪・テレビ愛知の場合）。
テレビせとうちは1クール目は火曜深夜での放送だったが、2クール目から水曜深夜に移動。また、2006年7月から9月までAT-Xでも放送された。2008年6月6日からバンダイチャンネルで全話配信される。
日本国外では、台湾、韓国（予定）で放送。

## 声の出演
- ネギ・スプリングフィールド - 佐藤利奈

- 2年A組
  1. 相坂さよ（あいさか さよ） - 白鳥由里
  2. 明石裕奈（あかし ゆうな） - 木村まどか
  3. 朝倉和美（あさくら かずみ） - 笹川亜矢奈
  4. 綾瀬夕映（あやせ ゆえ） - 桑谷夏子
  5. 和泉亜子（いずみ あこ） - 山川琴美
  6. 大河内アキラ（おおこうち アキラ） - 浅倉杏美
  7. 柿崎美砂（かきざき みさ） - 伊藤静
  8. 神楽坂明日菜（かぐらざか あすな） - 神田朱未
  9. 春日美空（かすが みそら） - 板東愛
  10. 絡繰茶々丸（からくり ちゃちゃまる） - 渡辺明乃
  11. 釘宮円（くぎみや まどか） - 出口茉美
  12. 古菲（クー フェイ） - 田中葉月
  13. 近衛木乃香（このえ このか） - 野中藍
  14. 早乙女ハルナ（さおとめ ハルナ） - 石毛佐和
  15. 桜咲刹那（さくらざき せつな） - 小林ゆう
  16. 佐々木まき絵（ささき まきえ） - 堀江由衣
  17. 椎名桜子（しいな さくらこ） - 大前茜
  18. 龍宮真名（たつみや まな） - 佐久間未帆
  19. 超鈴音（チャオ リンシェン） - 大沢千秋
  20. 長瀬楓（ながせ かえで） - 白石涼子
  21. 那波千鶴（なば ちづる） - 小林美佐
  22. 鳴滝風香（なるたき ふうか） - こやまきみこ
  23. 鳴滝史伽（なるたき ふみか） - 狩野茉莉
  24. 葉加瀬聡美（はかせ さとみ） - 門脇舞
  25. 長谷川千雨（はせがわ ちさめ） - 志村由美
  26. エヴァンジェリン・A・K・マクダウェル - 松岡由貴
  27. 宮崎のどか（みやざき のどか） - 能登麻美子
  28. 村上夏美（むらかみ なつみ） - 相沢舞
  29. 雪広あやか（ゆきひろ あやか） - 皆川純子
  30. 四葉五月（よつば さつき） - 井ノ上ナオミ
  31. ザジ・レイニーデイ - 猪口有佳

- アーニャ - 広橋涼
- ネカネ・スプリングフィールド - 鈴木真仁
- ナギ・スプリングフィールド - 子安武人
- カモミール・アルベール - 矢部雅史
- 高畑・T・タカミチ（たかはた・T・タカミチ） - 井上倫宏
- 近衛 近右衛門（このえ このえもん） - 辻村真人
- 源しずな（みなもと しずな） - 井上喜久子

## スタッフ
- 監督 - 宮崎なぎさ（第1話 - 第13話）
- プロダクションディレクター - 羽原信義（第14話 - 第26話、第18話より「チーフディレクター」）
- シリーズ構成 - 大河内一楼
- 構成協力 - 錦織博
- キャラクターデザイン - 加藤はつえ
- 色彩設定 - こばやしみよこ（第14話より「色彩設計」）
- 美術監督 - 海野よしみ
- 撮影監督 - 広瀬勝利
- 編集 - 長坂智樹
- 音響監督 - 鶴岡陽太
- 音楽 - 光宗信吉
- プロデューサー - 千野孝敏・池田慎一（第1 - 13話）→五郎丸洋介・千野孝敏・池田慎一（第14話 - 第26話）
- アニメーション制作 - XEBEC
- 製作 - 関東魔法協会

## 主題歌
オープニングテーマ「ハッピー☆マテリアル」（1話 - 23話、25話、26話）
作詞 - うらん / 作曲 - 大川茂伸 / 編曲 - 大久保薫 / 歌 - 麻帆良学園中等部2-A
- 歌い手は月単位で入れ替わる。1月は出席番号1番から6番の6人、2月以降は番号順に5人ずつ、26話は2-A全員が歌う。
- キングレコードの大月俊倫によると、テレビ局から「主題歌を毎月変えるのは（CDの）プロモーションになるから駄目だ」と言われてしまい、「歌詞・曲・アレンジャー・曲名・歌手（の名義）が同じだから」ということで話を通してもらったという。

エンディングテーマ
「輝く君へ」（1話 - 13話、26話）
作詞 - ヌマダテゆか / 作曲 - 桑原秀明
（1話 - 13話）編曲 - 桑原秀明 / 歌 - 麻帆良学園中等部2-A かなかな組〔神楽坂明日菜、近衛木乃香、宮崎のどか、桜咲刹那〕
（26話）編曲 - 光宗信吉 / 歌 - 麻帆良学園中等部2-A
「おしえてほしいぞぉ、師匠（マスター）」（14話 -22話、24話、25話）
作詞 - くまのきよみ / 作曲 - 大久保薫 / 編曲 - 鶴由雄 / 歌 - 麻帆良学園中等部2-A 師匠（マスター）となやめるオトメ組〔朝倉和美、綾瀬夕映、絡繰茶々丸、古菲、Evangeline A. K. McDowell〕

## 各話リスト
各話のタイトルは1話から順にローマ数字で「I時間目」・「II時間目」…とシンプルなものである（ちなみに、コミック版では話数を「1時間目」・「2時間目」…と数えている）が、各話のタイトルバックには、ラテン語の格言から来た文言が添えられている。以下そのタイトルバックをリストとしてあげる。
※日本語訳はを参照（公式なものではない）。
| 話数 | サブタイトル | タイトルバック                                    | 脚本       | コンテ           | 演出             | 作画監督                   | 担当制作会社       |
| ---- | ------------ | ------------------------------------------------- | ---------- | ---------------- | ---------------- | -------------------------- | ------------------ |
| 1    | I時間目      | Asinus in cathedra                                | 大河内一楼 | 宮崎なぎさ       | 中津環           | 本橋秀之                   | XEBEC M2           |
| 2    | II時間目     | Omne initium est difficile                        | 大河内一楼 | 岩崎良明         | 石倉敬一         | 昆富美子                   | Triple A           |
| 3    | III時間目    | Amantes, amentes                                  | 大河内一楼 | えんどうてつや   | えんどうてつや   | 山本佐和子                 | XEBEC M2           |
| 4    | IV時間目     | Nullus est instar domus                           | 大河内一楼 | いわもとやすお   | 神原敏昭         | 窪敏                       | Triple A           |
| 5    | V時間目      | Fama volat                                        | 大河内一楼 | 桜井弘明         | 山本天志         | 伊部由紀子                 | 円谷プロダクション |
| 6    | VI時間目     | A fronte praecipitium a tergo lupi                | 大河内一楼 | 中津環           | まつもとよしひさ | 昆富美子                   | Triple A           |
| 7    | VII時間目    | Fallaces sunt rerum species                       | 大河内一楼 | えんどうてつや   | えんどうてつや   | 本橋秀之                   | XEBEC M2           |
| 8    | VIII時間目   | Omnes una manet nox                               | 大河内一楼 | いわもとやすお   | 羽原信義         | 服部憲知 加藤雅之 昆富美子 | Triple A           |
| 9    | IX時間目     | Te capiam, cunicule sceleste!                     | 大河内一楼 | 榎本明広         | 榎本明広         | 高橋晃                     | スタジオダブ       |
| 10   | X時間目      | Ubi concordia, ibi victoria                       | 大河内一楼 | 宮崎なぎさ       | 草野星           | 山本佐和子                 | XEBEC M2           |
| 11   | XI時間目     | Cum tacent clamant                                | 大河内一楼 | えんどうてつや   | 浦田保則         | 市谷志克                   | Triple A           |
| 12   | XII時間目    | Aut disce aut discede                             | 大河内一楼 | 小坂春女         | 山本天志         | 伊部由紀子                 | 円谷プロダクション |
| 13   | XIII時間目   | Tamdiu discendum est, quamdiu vivas               | 大河内一楼 | まつもとよしひさ | まつもとよしひさ | 高見明男                   | Triple A           |
| 14   | XIV時間目    | Amicitiae nostrae memoriam spero sempiternam fore | 大河内一楼 | 中津環           | 中津環           | 古田誠 本橋秀之            | XEBEC M2           |
| 15   | XV時間目     | Amicus certus in re incerta cernitur              | 大河内一楼 | えんどうてつや   | 浦田保則         | 足立慎吾                   | Triple A           |
| 16   | XVI時間目    | Amor tussisque non celantur                       | 大河内一楼 | えんどうてつや   | えんどうてつや   | 山本佐和子                 | XEBEC M2           |
| 17   | XVII時間目   | Nihil difficile amanti                            | 大河内一楼 | 榎本明広         | 榎本明広         | 高橋晃                     | スタジオダブ       |
| 18   | XVIII時間目  | Amor ordinem nescit                               | 大河内一楼 | 小坂春女         | 浦田保則         | 加藤はつえ                 | Triple A           |
| 19   | XIX時間目    | Verba volant, scripta manent                      | 大河内一楼 | いわもとやすお   | 孫承希           | 高見明男                   | XEBEC M2           |
| 20   | XX時間目     | Nisi credideritis, non intelligetis               | 大河内一楼 | まつもとよしひさ | 栗原ひばり       | 加藤雅之 竹谷今日子        | Triple A           |
| 21   | XXI時間目    | Nil desperandum!                                  | 大河内一楼 | 山本郷           | 山本天志         | 伊部由紀子                 | 円谷プロダクション |
| 22   | XXII時間目   | Difficile est tristi fingere mente jocum          | 大河内一楼 | 小坂春女         | 浦田保則         | 足立慎吾                   | Triple A           |
| 23   | XXIII時間目  | Memento mori                                      | 大河内一楼 | 羽原信義         | 孫承希           | 山本佐和子                 | XEBEC M2           |
| 24   | XXIV時間目   | Et arma et verba vulnerant                        | 大河内一楼 | えんどうてつや   | えんどうてつや   | 高見明男                   | Triple A           |
| 25   | XXV時間目    | Mors certa, hora incerta                          | 大河内一楼 | 榎本明広         | 榎本明広         | 高橋晃                     | スタジオダブ       |
| 26   | XXVI時間目   | Non mihi, non tibi, sed nobis                     | 大河内一楼 | 羽原信義         | 羽原信義         | 加藤はつえ 足立慎吾        | XEBEC              |

## DVD
- 魔法先生ネギま! 麻帆良学園中等部2-A：ホームルーム
  - CDの3学期の続きにあたるパイロット版アニメと、それが上映されたイベントを収録したDVD。サウンドトラックと同じく、PC用壁紙・スクリーンセーバー・ミニドラマ映像が収録された特典CD-ROMが付属する。
- 魔法先生ネギま!（TV版シリーズ）
  - 2005年6月より毎月各1巻発売（全7巻）
  - Magic-1〜6は各4話、Magic-7は2話収録
  - Magic-1収録の1話・2話は作画等を修正したバージョンアップ版。
  - 各初回盤には特典が付属する。
  - Magic-1
    - 魔法の国トリオ（ネギ、アーニャ、ネカネ）版「ハッピー☆マテリアル」

  - Magic-7
    - DVD全巻収納BOX
    - この他、各巻にパクティオーカード（またはスカカード）1〜3枚

| 巻数                                              | 発売日         | 収録内容                                                  | 規格品番                                     |
| ------------------------------------------------- | -------------- | --------------------------------------------------------- | -------------------------------------------- |
| 魔法先生ネギま! 麻帆良学園中等部2-A Magic 1       | 2005年6月22日  | 第1話：Asinus in cathedra                                 | KIBA-91212（初回限定版） KIBA-1212（通常版） |
| 魔法先生ネギま! 麻帆良学園中等部2-A Magic 1       | 2005年6月22日  | 第2話：Omne initium est difficile                         | KIBA-91212（初回限定版） KIBA-1212（通常版） |
| 魔法先生ネギま! 麻帆良学園中等部2-A Magic 1       | 2005年6月22日  | 第3話：Amantes, amentes                                   | KIBA-91212（初回限定版） KIBA-1212（通常版） |
| 魔法先生ネギま! 麻帆良学園中等部2-A Magic 1       | 2005年6月22日  | 第4話：Nullus est instar domus                            | KIBA-91212（初回限定版） KIBA-1212（通常版） |
| 魔法先生ネギま! 麻帆良学園中等部2-A Magic 2       | 2005年7月21日  | 第5話：Fama volat                                         | KIBA-1213                                    |
| 魔法先生ネギま! 麻帆良学園中等部2-A Magic 2       | 2005年7月21日  | 第6話：A fronte praecipitium a tergo lupi                 | KIBA-1213                                    |
| 魔法先生ネギま! 麻帆良学園中等部2-A Magic 2       | 2005年7月21日  | 第7話：Fallaces sunt rerum species                        | KIBA-1213                                    |
| 魔法先生ネギま! 麻帆良学園中等部2-A Magic 2       | 2005年7月21日  | 第8話：Omnes una manet nox                                | KIBA-1213                                    |
| 魔法先生ネギま! 麻帆良学園中等部2-A Magic 3       | 2005年8月24日  | 第9話：Te capiam, cunicule sceleste!                      | KIBA-1214                                    |
| 魔法先生ネギま! 麻帆良学園中等部2-A Magic 3       | 2005年8月24日  | 第10話：Ubi concordia, ibi victoria                       | KIBA-1214                                    |
| 魔法先生ネギま! 麻帆良学園中等部2-A Magic 3       | 2005年8月24日  | 第11話：Cum tacent clamant                                | KIBA-1214                                    |
| 魔法先生ネギま! 麻帆良学園中等部2-A Magic 3       | 2005年8月24日  | 第12話：Aut disce aut discede                             | KIBA-1214                                    |
| 魔法先生ネギま! 麻帆良学園中等部2-A Magic 4       | 2005年9月22日  | 第13話：Tamdiu discendum est, quamdiu vivas               | KIBA-1215                                    |
| 魔法先生ネギま! 麻帆良学園中等部2-A Magic 4       | 2005年9月22日  | 第14話：Amicitiae nostrae memoriam spero sempiternam fore | KIBA-1215                                    |
| 魔法先生ネギま! 麻帆良学園中等部2-A Magic 4       | 2005年9月22日  | 第15話：Amicus certus in re incerta cernitur              | KIBA-1215                                    |
| 魔法先生ネギま! 麻帆良学園中等部2-A Magic 4       | 2005年9月22日  | 第16話：Amor tussisque non celantur                       | KIBA-1215                                    |
| 魔法先生ネギま! 麻帆良学園中等部2-A Magic 5       | 2005年10月26日 | 第17話：Nihil difficile amanti                            | KIBA-1216                                    |
| 魔法先生ネギま! 麻帆良学園中等部2-A Magic 5       | 2005年10月26日 | 第18話：Amor ordinem nescit                               | KIBA-1216                                    |
| 魔法先生ネギま! 麻帆良学園中等部2-A Magic 5       | 2005年10月26日 | 第19話：Verba volant, scripta manent                      | KIBA-1216                                    |
| 魔法先生ネギま! 麻帆良学園中等部2-A Magic 5       | 2005年10月26日 | 第20話：Nisi credideritis, non intelligetis               | KIBA-1216                                    |
| 魔法先生ネギま! 麻帆良学園中等部2-A Magic 6       | 2005年11月23日 | 第21話：Nil desperandum!                                  | KIBA-1217                                    |
| 魔法先生ネギま! 麻帆良学園中等部2-A Magic 6       | 2005年11月23日 | 第22話：Difficile est tristi fingere mente jocum          | KIBA-1217                                    |
| 魔法先生ネギま! 麻帆良学園中等部2-A Magic 6       | 2005年11月23日 | 第23話：Memento mori                                      | KIBA-1217                                    |
| 魔法先生ネギま! 麻帆良学園中等部2-A Magic 6       | 2005年11月23日 | 第24話：Et arma et verba vulnerant                        | KIBA-1217                                    |
| 魔法先生ネギま! 麻帆良学園中等部2-A Magic 7       | 2005年12月21日 | 第25話：Mors certa, hora incerta                          | KIBA-1218                                    |
| 魔法先生ネギま! 麻帆良学園中等部2-A Magic 7       | 2005年12月21日 | 第26話：Non mihi, non tibi, sed nobis                     | KIBA-1218                                    |
| パイロット版                                      |                |                                                           |                                              |
| 魔法先生ネギま! 麻帆良学園中等部2-A：ホームルーム | 2005年3月24日  | パイロット版アニメ                                        | KIBA-1211                                    |